# 花桥镇 (石阡县)
花桥镇，是中华人民共和国贵州省铜仁市石阡县下辖的一个乡镇级行政单位。

## 行政区划
花桥镇下辖以下地区：
新桥社区、花桥村、周家湾村、白岩湾村、梁家屯村、坡背村、鸭头坡村、凯镇村、水尾村、朝阳村、冷水坝村、万佛村、坪坡村、北坪村、杨柳塘村、长安营村和双星村。

## 中国传统村落
2013年8月，施场村被评为第二批中国传统村落。